# The (영어)
The (i/ðə, ðiː/)는 영어의 관사(article)의 하나로, 이미 언급되었거나(already mentioned) 논의 중이거나(under discussion) 내포되어 있거나(implied) 청자, 독자, 화자에게 익숙한 것으로 보이는(presumed familiar to listeners, readers or speakers) 사람이나 사물을 나타낼 때 사용한다. 영어의 정관사(定冠詞, definite article)이다. The는 영어에서 가장 흔히 시용되는 단어이다. 텍스트 연구 및 분석에 의하면, 모든 영단어 인쇄물 중에 7%를 점한다고 한다. 고대 영어(Old English)의 성격 관사(gendered articles)에서 유래하였으며, 중세 영어(Middle English)로까지 그대로 이어졌지만, 현재는 남성 여성 중성(neuter) 여느 성의 대명사든 단일한 형태로 사용되고 있다. 단어는 단수 명사(singular noun)와 복수 명사(plural noun) 모두 사용되며, 어떤 알파벳으로 시작되는 단어든 간에 모두 사용된다. 이점에서 각각의 성(性, gender)이나 수(數, number)마다 각자 다른 형태의 정관사를 사용하는 다른 여러 언어들과는 차이를 두고 있다.

## 발음
대부분의 방언에서 the는, 자음으로 시작하는 단어 앞에서는 유성 치 마찰음(voiced dental fricative) 'ð'에 슈와(schwa) 'ə'를 붙인 [ðə]로 발음된다. 한국어 '더'에 가깝게 발음하며 한글표기로는 '더'라고 쓴다. 그리고 모음으로 시작되는 단어 앞, 혹은 뒤의 단어 첫 철자가 자음이든 모음이든 상관 없이 그 단어를 강조할 때는 [ðiː]로 발음된다. 한국어 '디'에 가깝게 발음하며 한글표기로는 '디'라고 쓴다.
현대 미국 및 뉴질랜드 영어에서는 [ðiː]라고 발음하는 것을 지양하는 경향이 있어, 모음으로 시작하는 단어 앞에서조차도 [ðə]라고 발음하는 경우가 있다.

## 부사
"The more, the better.(많을 수록 더 좋다, 다다익선)"와 같은 문장의 the는 일반 정관사 the와는 어원이 다르지만, 정관사 the와 우연히 같은 모양으로 진화해 왔다.

## 관사
the와 that은 동일한 고대 영어 체계(Old English system)에서 함께 발전하였다. 고대 영어에서 남성형 정관사는 se, 여성형 정관사는 sēo, 중성형 정관사는 þæt이었다. 중세 영어에서는 이 세 정관사가 모두 þe로 합병되었는데, 이것이 현대 영어에서 사용되는 the의 조상이다.

### 지명 활용
the의 사용 여부가 문제시 되는 영역은 지명이다.
- 유명 자연 경관(notable natural landmarks) : 강(rivers), 바다(seas), 산맥(mountain ranges), 사막(deserts), 제도나 군도(island groups, archipelagoes) 등에는 the를 사용하는 것이 일반적이다. 예) 라인강(the Rhine), 북해(the North Sea), 알프스산맥(the Alps), 사하라사막(the Sahara), 헤브리디스제도(the Hebrides).
- 대륙(continents), 섬 하나(individual islands), 정부행정기구(administrative units) 촌락(settlements)에는 대개 the를 붙이지 않는다. 예) 유럽(Europe), 주라(Jura, 스코틀랜드 섬), 오스트리아(Austria, 그러나 오스트리아 공화국은 the Republic of Austria), 스칸디나비아반도(Scandinavia), 요크셔(Yorkshire, 그러나 요크 카운티는 the County of York), 마드리드(Madrid).
- '일반명사(common noun) + of + 고유명사' 형태인 경우 일반명사 앞에 정관사 the를 붙인다. 예) 와이트 섬(the Isle of Wight), 포틀랜드 섬(the Isle of Portland) (크리스마스 섬은 Christmas Island), 기구(institutions) 이름에도 똑같이 적용된다. 예) 같은 캠브리지대학교라도 of를 안 쓰면 Cambridge University이지만, of를 쓰면 the University of Cambridge이다.
- 일부 지명에는 같이 들어가 있다. 예) 브롱크스(the Bronx), 더밸리(The Valley, 영국령 앵귈라Anguilla 수도), 헤이그(The Hague)
- 기타 지명 중 단수 명사, 예) (뉴질랜드의) 북섬(the North Island), (잉글랜드의) 웨스트 컨트리(the West Country)

국가(Countries)나 영역 지역(territorial regions)은 대부분은 the를 쓰지 않지만 일부는 예외적으로 사용한다.
- 왕국(kingdom), 공화국(republic), 연합국(union) 등의 집단일반명사(collective common noun)에서 유래한 경우, 예) 중앙아프리카공화국(the Central African Republic), 도미니카공화국(the Dominican Republic), 미합중국(the United States), 연합왕국(영국)(the United Kingdom), 소비에트연합(소련)(the Soviet Union), 연합아랍추장국(아랍에미레이트)(the United Arab Emirates)
- 국가의 정식명칭의 경우 대부분 붙인다. 예) 대한민국(the Republic of Korea) 통칭 남한(South Korea), 체코공화국(the Czech Republic) 통칭 체코(Czechia), 러시아연방공화국(the Russian Federation) 통칭 러시아(Russia), 모나코공국(the Principality of Monaco) 통칭 모나코(Monaco), 이스라엘국(the State of Israel) 통칭 이스라엘 (Israel) 오스트레일리아 영연방국(the Commonwealth of Australia) 통칭 오스트레일리아(호주)(Australia).[7][8][9]
- 복수명사 국가(countries in a plural noun) : 네덜란드(the Netherlands), 포클랜드섬(the Falkland Islands), 페로제도(the Faroe Islands), 케이만제도(the Cayman Islands), 필리핀(the Philippines), 코모로(the Comoros), 몰디브(the Maldives), 셰이셸(the Seychelles), 세인트빈센트앤드그레나딘스(Saint Vincent and the Grenadines), 바하마(The Bahamas).
- 정부기관 자치권을 행사하는 단수 명사의 섬(island)이나 땅(land)은 the를 쓰지 않는다. 예)그린란드(Greenland), 잉글랜드(England), 크리스마스 섬(Christmas Island), 노포크 섬(Norfolk Island)
- 산맥, 강, 사막 등은 사용하기도 하며, 심지어 단수라도 사용한다. 예) 레바논 산맥(the Lebanon), 수단강(the Sudan), 유콘강(the Yukon),  콩고강(the Congo).[10] 이러한 사용법은 줄어들고 있지만, 감비아(The Gambia)는 사용 권장되고 있다. 반면, 아르헨티나(Argentina)를 의미하는 the Argentine은 구식에 해당한다. 우크라이나(Ukraine)는 20세기동안 흔히 사용된 the Ukraine로 종종 쓰이고 있는데, 이는 우크라이나 이민자 출신의 학자들이 영어에 능통하지 못하여서 the를 붙이는 오류를 범한 것이다.[11]

## 같이 보기
- 영어 관사